# Christine Perfect
Albums de Christine Perfect
Christine McVie
(1984)
Singles
1. When You Say
Sortie : 17 octobre 1969
2. I'm Too Far Gone (To Turn Around)
Sortie : 24 avril 1970

Christine Perfect est le premier album solo de l'autrice-compositrice-interprète britannique Christine McVie. Il est sorti en 1970 sur le label Blue Horizon.
Au sein de sa carrière, il s'insère après son départ du groupe Chicken Shack, mais avant qu'elle rejoigne Fleetwood Mac. Elle est encore connue sous son nom de jeune fille, qui sert également de titre à l'album.
L'album est réédité en 1976 par le label américain Sire Records sous le titre The Legendary Christine Perfect Album. Cette réédition se classe no 104 des ventes aux États-Unis.

## Fiche technique

### Chansons
| 1. | Crazy 'Bout You Baby       | Little Walter                      | 3:03 |
| 2. | I'm on My Way              | Deadric Malone (en)                | 3:10 |
| 3. | Let Me Go (Leave Me Alone) | Christine Perfect                  | 3:35 |
| 4. | Wait and See               | Christine Perfect                  | 3:14 |
| 5. | Close to Me                | Christine Perfect, Richard Hayward | 2:40 |
| 6. | I'd Rather Go Blind        | Ellington Jordan (en), Bill Foster | 3:20 |

| 7.  | When You Say                      | Danny Kirwan                       | 3:14 |
| 8.  | And That's Saying a Lot           | Chuck Jackson, Walter Godfrey      | 2:58 |
| 9.  | No Road Is the Right Road         | Christine Perfect                  | 2:49 |
| 10. | For You                           | Christine Perfect                  | 2:46 |
| 11. | I'm Too Far Gone (To Turn Around) | Belford Handricks, Clyde Otis (en) | 3:26 |
| 12. | I Want You                        | Tony Joe White                     | 2:23 |

### Musiciens
- Christine Perfect : chant, claviers
- Top Topham, Rick Hayward : guitare
- Martin Dunsford : basse
- Chris Harding : batterie, percussions
- Danny Kirwan : guitare sur When You Say
- John McVie : basse sur When You Say
- Stan Webb : guitare sur I'd Rather Go Blind
- Andy Silvester (en) : basse sur Close to Me et I'd Rather Go Blind
- Dave Bidwell : batterie sur I'd Rather Go Blind

### Équipe de production
- Christine Perfect : production
- Mike Vernon : production
- Danny Kirwan : production sur When You Say
- Mike Ross : ingénieur du son
- John Bennett : arrangements sur When You Say
- Derek Wadsworth (en) : arrangements sur No Road Is the Right Road
- Terry Noonan : arrangements sur Crazy 'Bout You Baby et I'm on My Way

### Classements et certifications
| Pays (classement)          | Meilleure place |
| -------------------------- | --------------- |
| États-Unis (Billboard 200) | 104             |